# Ругоєв Яакко Васильович
Руго́єв Яакко (Яків) Васильович (15 квітня 1918, село Суоярві, Карелія — 17 червня 1993, Петрозаводськ, Карелія, РФ) — карельський письменник. Писав фінською мовою.
Друкуватися почав 1934 року. Учасник Другої світової війни. Перша книжка — збірка оповідань і нарисів «Помста» (1943). Автор збірок: віршів «Шлях поколінь» (1948), «Пісні миру» (1951); оповідань — «Розпалюю вогонь» (1968), «Великий Симон» (1975), «Озера» (1976) та інших. Також автор дилогії у віршах «Сказання про карелів» (1964), роману «Руокоранта — очеретяний берег» (1974); повісті «Пекка і Анья» (1975), п'єс, книжок нарисів «В краю Калевали» (1968) та інших. Твори Ругоєва присвячені минулому і сучасному життю Карелії. Переклав фінською мовою «Слово о полку Ігоревім». Переклав також кілька віршів Т. Шевченка.
Нагороджений орденом Трудового Червоного Прапора, іншими орденами, медалями.

## Українські переклади
- Вірші у книзі Слава Вітчизні народів-братів — К., 1954.